# История Канарских островов

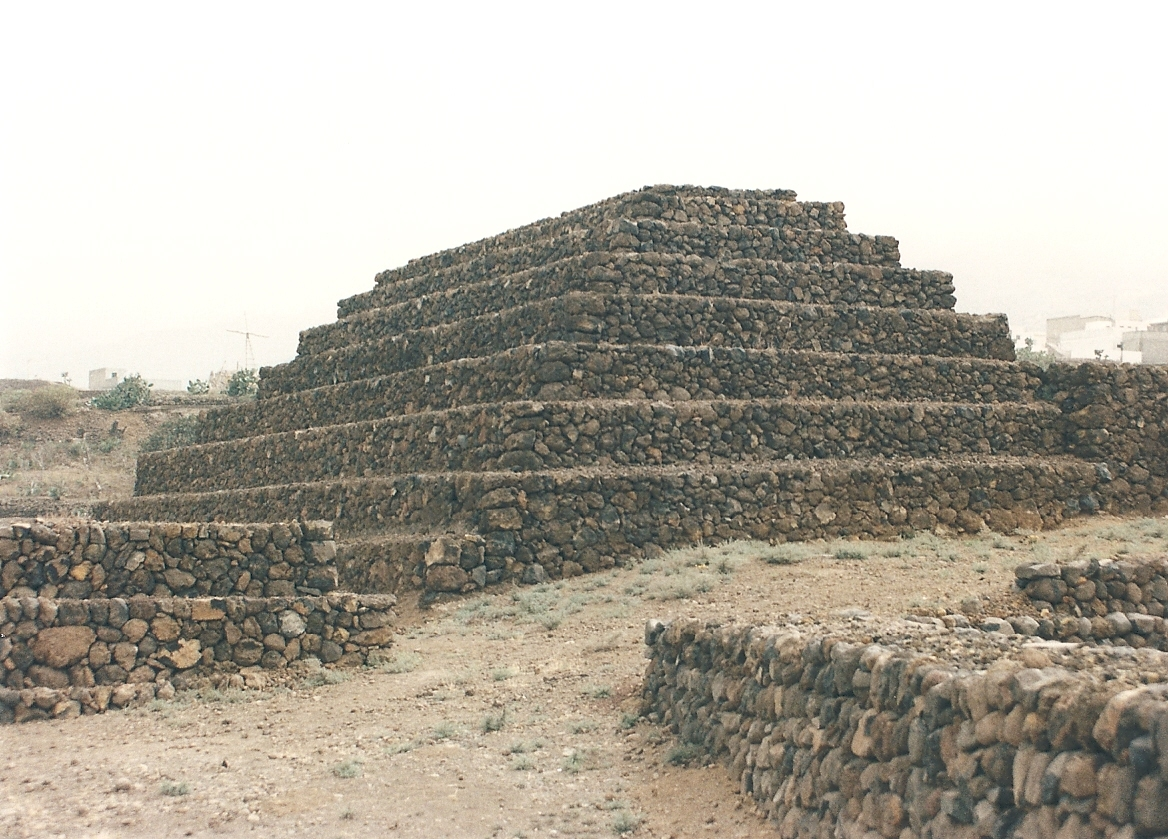
Пирамиды Гуимар, остров Тенерифе

Канарские острова, которые сегодня принадлежат политически Королевству Испании, но географически Африке, имеют богатую историю.

## Античность
До прихода на острова европейцев они были заселены племенами гуанчей. Остров Иерро заселяли бимбаче. Их развитие было на уровне каменного века, они занимались скотоводством и примитивным земледелием. В качестве одежды использовались шкуры зверей. Умели мумифицировать своих вождей. Оставили после себя пирамиды Гуимар — удивительный памятник мегалитической архитектуры.
В эпоху Античности Канарские острова посещали финикийцы, греки и карфагеняне, о чём упоминает Плиний Старший. По словам последнего, на рассвете новой эры архипелаг посетила экспедиция нумидийско-мавретанского царя Юбы II, найдя его необитаемым, но отметив руины больших зданий. Собачьи острова, как называют Канары, необязательно названы в честь собак. Возможно, имелись в виду морские собаки.

## Средние Века
В XII веке Канарских островов достигли арабские моряки. Начиная с XIV века сюда прибывали многочисленные моряки с Майорки, из Португалии и Генуи. Генуэзский путешественник Ланцелотто Малочелло остановился на острове, названного по его имени Лансароте. Французские мореплаватели посетили Канары в 1334 году. В 1344 году Папа Клемент VI дарует острова Кастилии. В 1402 году французы Жан де Бетанкур и Гадифер де Ла Салль от имени короны Кастилии и Леона начинают захват островов. Племена с Гран Канарии приветствовали европейцев (король Гуарнардафра (Guarnardafra) выступил за заключение союза), в то время как племена, населявшие Тенерифе, пытались сопротивляться, сражаясь стрелами с каменными наконечниками и пращами.
В 1404 году Кастильский король Генрих III провозглашает Жана де Бетанкура королём Канар. Португалия, также претендовавшая на Канарские острова, признала их испанским владением по Алкасовашскому договору от 1479 года. Последние битвы на острове Тенерифе прошли уже в конце XV века. В мае 1494 года гуанчи защитили свой остров, но в декабре 1494 году, после того, как гуанчей ослабила эпидемия чумы, испанцы полностью завладели архипелагом. 24 июля 1496 года сдался принц Имененчия, и позже он был убит. 29 сентября победитель Алонсо де Луго объявил о полном подчинении Канарских островов.

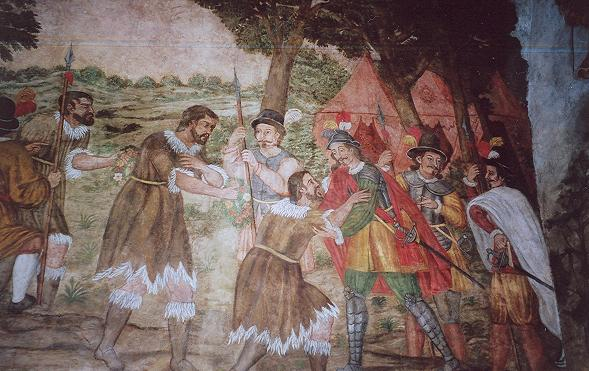
Испанское завоевание гуанчей (1496) — Тенерифе

Во время своего первого путешествия в поисках пути в Индию на острове Гомера делает остановку Христофор Колумб. После открытия Америки Канарские острова становятся важнейшим пунктом на пути из Европы в новый свет. Благодаря такому географическому положению острова становятся целью и других государств, и просто пиратов. В 1586 и 1596 годах марокканские войска захватывали Лансароте. В 1595 году сэр Фрэнсис Дрейк атаковал Лас-Пальмас.
В 1599 году голландский флот разрушил Лас-Пальмас. В 1657 году британский флот под командованием адмирала Роберта Блэйка разгромил испанский флот в сражении у Тенерифе.

## Новое время
Сражение при Санта-Крус-де-Тенерифе в 1706 году было эпизодом Войны за испанское наследство. В 1797 году уже адмирал Нельсон пытался захватить Санта-Круз-де-Тенерифе. Но он потерпел поражение и в бою потерял руку. Несмотря ни на что, Канарские острова остаются под управлением Испании.
В 1821 году они становятся провинцией Испании со столицей в Санта-Крус-де-Тенерифе. Это вызывает недовольство со стороны Лас-Пальмас, и через некоторое время в 1840-е годы острова делят на две провинции.

## Современность
В 1982 году Канарские острова становятся автономной областью Испании и в 1986 году вступают в Европейский союз на особых условиях.
Несмотря на удалённость архипелага, жители Канарских островов являются полноценными подданными испанской короны.

## Галерея

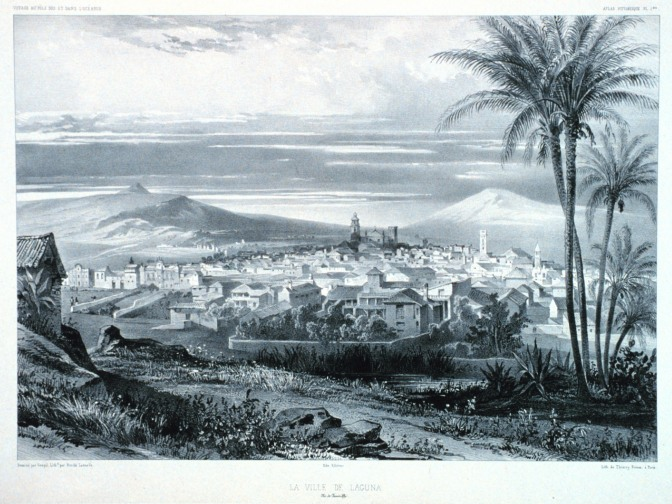
Сан-Кристобаль-де-ла-Лагуна
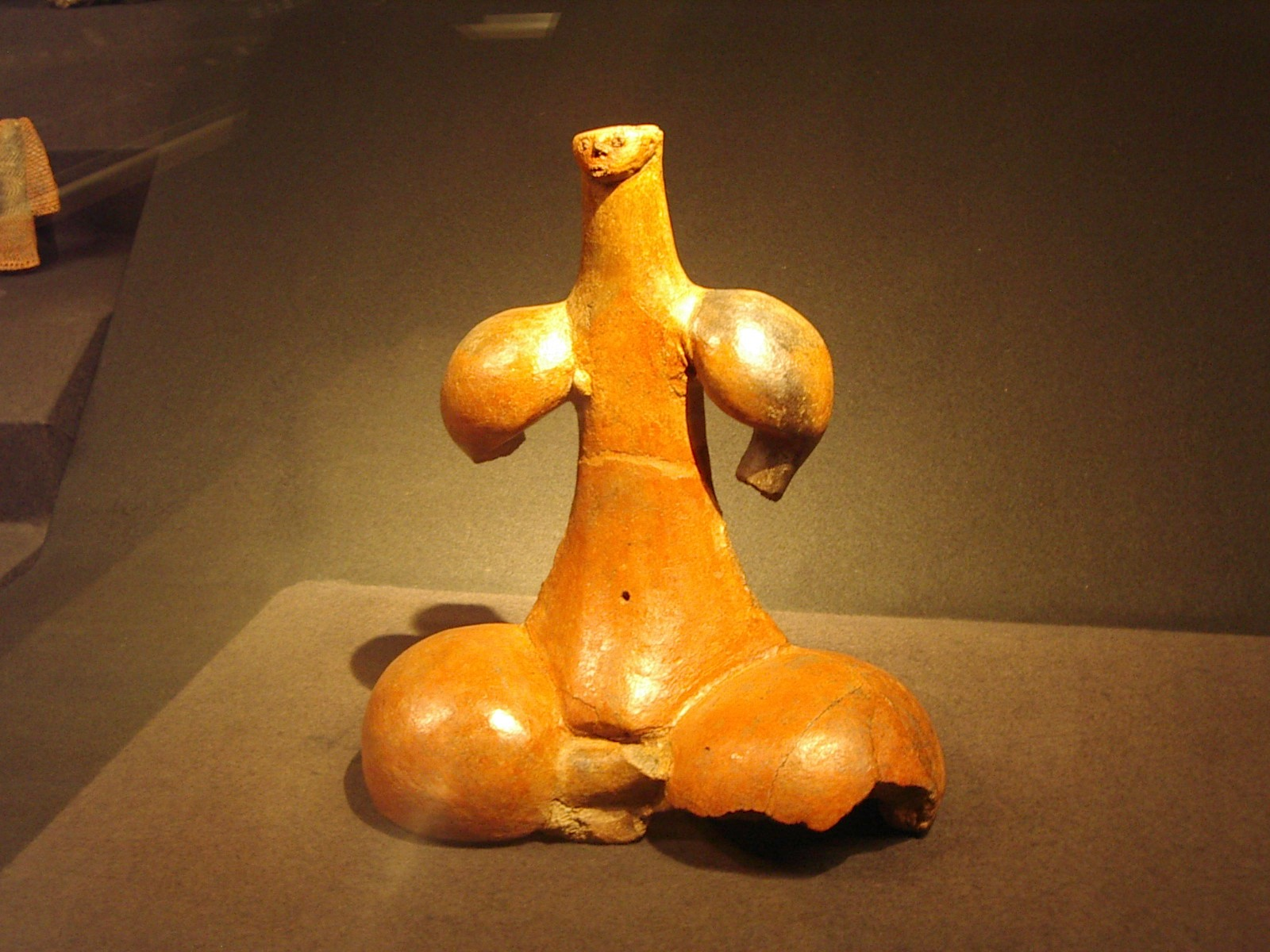
Идол гуанчей
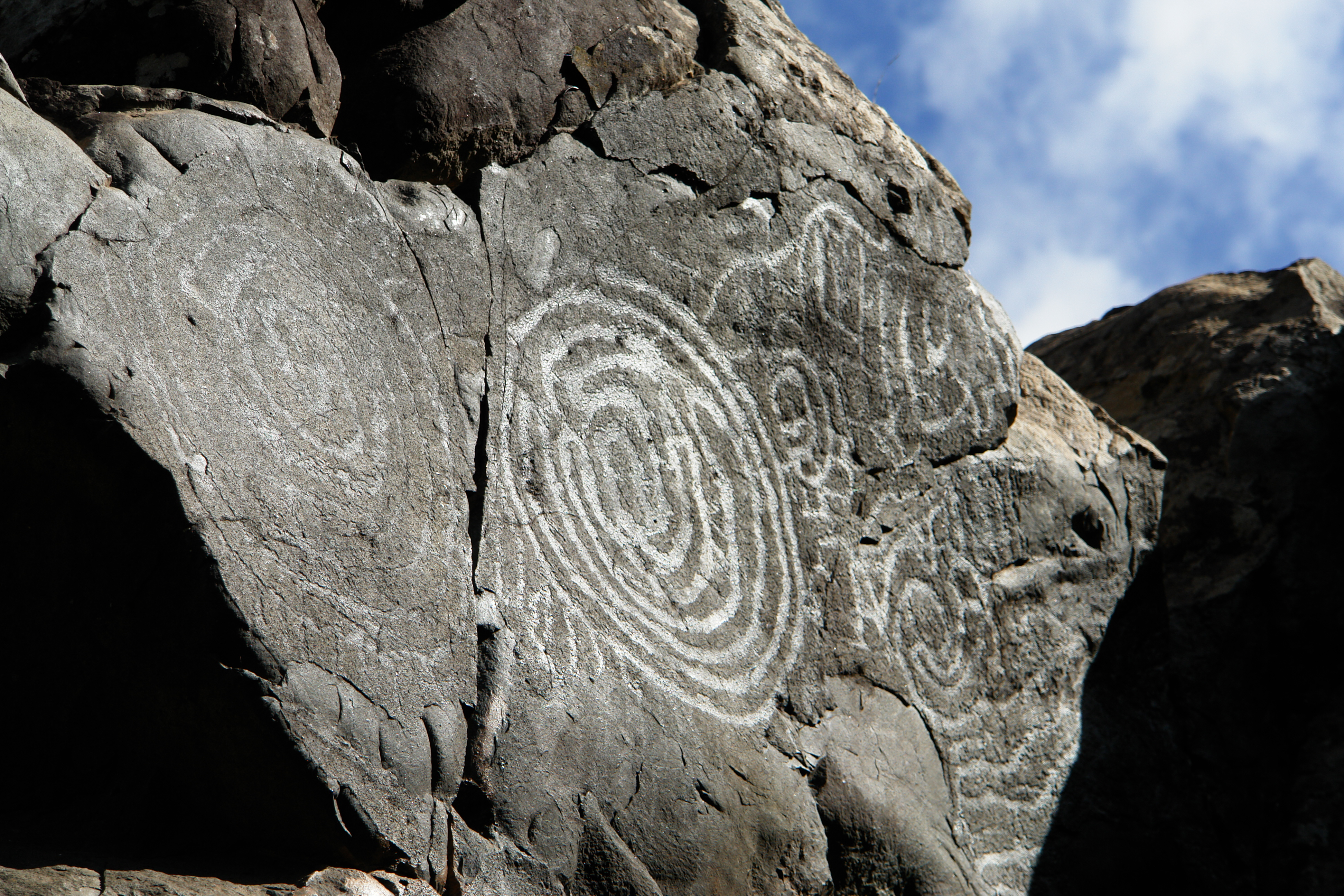
Петроглифы
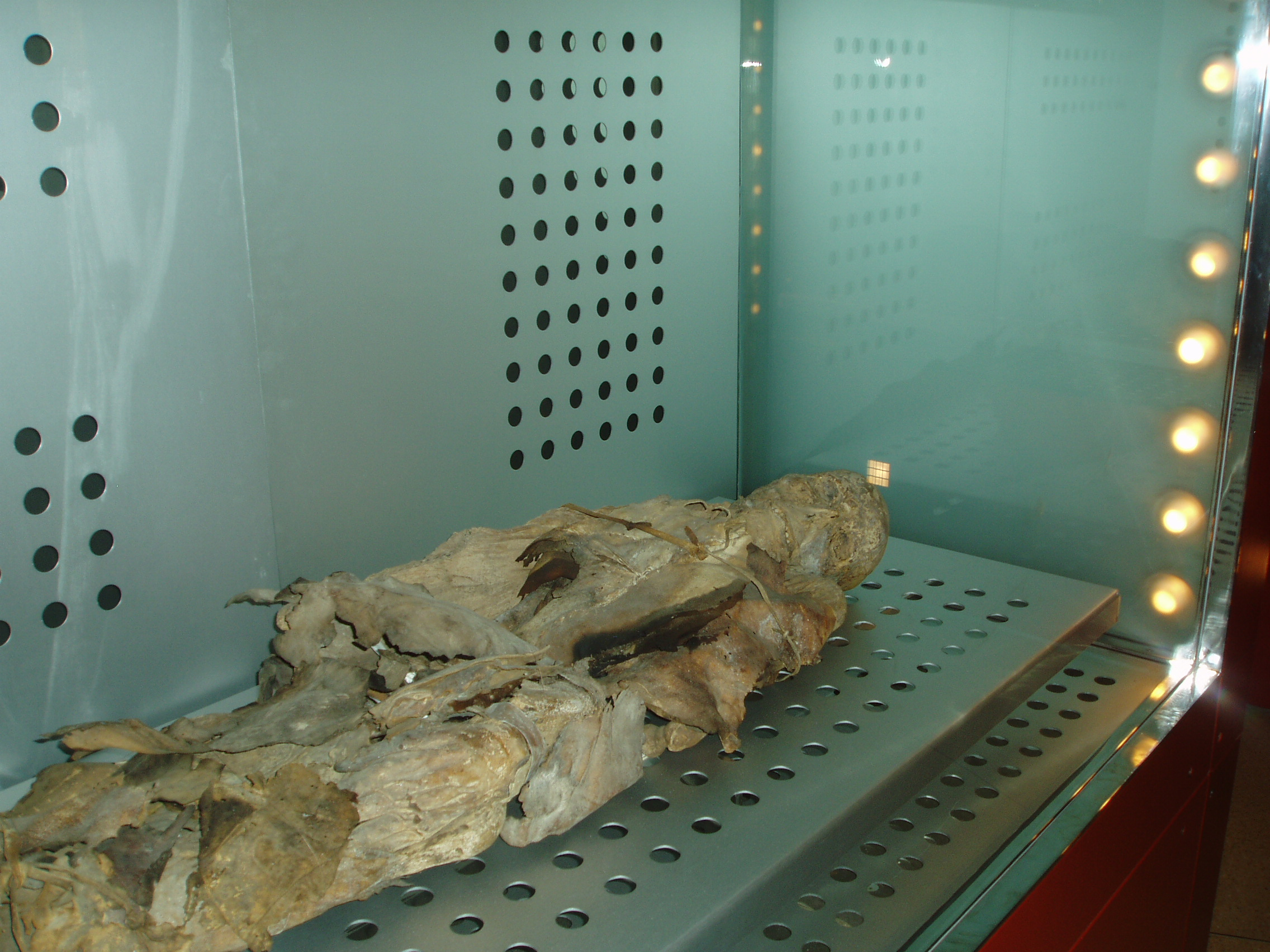
Одна из мумий гуанчей